# Cornelis Roos
Cornelis Roos (Amsterdam, 13 september 1912 – Overveen, 1 juli 1943) was een Nederlandse verzetsstrijder tijdens de Tweede Wereldoorlog.
Roos was politieman in Amsterdam. Hij werd als politieagent in Amsterdam vanaf 1942 ingezet bij razzia’s in de zogenoemde jodenbuurt. Hierbij zag hij kans verschillende joden te helpen ontsnappen. Een liet hij tijdelijk in zijn woning aan de Jan Evertsenstraat onderduiken, anderen leidde hij door naar Alkmaar. Nadat hij was overgeplaatst naar de Berichtendienst in de seinkamer van het Amsterdamse Hoofdbureau van politie, speelde Roos regelmatig informatie door naar verzetsmensen. Bij zijn zuster, verpleegster Antje Roos (bevriend met de vriendin van de verzetsman Karl Gröger), was de joodse moeder van verzetsman R. Bloemgarten ondergedoken. Via hem raakte Roos betrokken bij de voorbereiding van de op 27 maart 1943 uitgevoerde aanslag op het Amsterdamse Bevolkingsregister aan de Plantage Middenlaan te Amsterdam door de verzetsgroep rond de beeldhouwer Gerrit van der Veen. Ter voorbereiding ontvreemde hij enkele politie-uniformen en gaf die aan kleermaker Sjoerd Bakker, zodat deze er een aantal bij kon maken als vermomming. Hij verstrekte G.J. van der Veen inlichtingen over onder meer de bewaking van het gebouw en leende E. Berkovich twee uniformpetten, die vervolgens – een deel van de overvallers was verkleed als politieagent – werden nagemaakt door een pettenmaker. Onder leiding van Van der Veen en samen met Willem Arondeus, Johan Brouwer, Sam van Musschenbroek, Karl Gröger, Henri Halberstadt, Rudi Bloemgarten, Guus Reitsma, Koen Limperg, Sjoerd Bakker, Cornelis Leendert Barentsen en Coos Hartogh drong hij vermomd als politieman op 27 maart 1943 het gebouw binnen en blies met explosieven het pand op. Deze explosieven waren enige dagen eerder ontvreemd op het Amsterdamse politiebureau door Henri Halberstadt, die daarvoor een van zijn relaties bij de politie had gebruikt.
Direct na de overval kreeg Bloemgarten via Roos kopieën van alle politieberichten die verband hielden met de aanslag. Tijdens een huiszoeking bij een verdachte van de aanslag trof de Sipo deze kopieën aan. Op 17 april 1943 werd Roos aangehouden in het Hoofdbureau van politie waarna hij werd overgebracht om in Den Haag berecht te worden. In juni 1943 veroordeelde het politiegerecht hem daar ter dood. Cornelis Roos werd op 1 juli 1943 gefusilleerd in de duinen in Overveen. Antje Roos verbleef tot april 1944 in gevangenschap in Kleef (Duitsland).
Cornelis Roos ontving in 1986 postuum de Yad Vashem-onderscheiding van de staat Israël.